# Malte Hellwig
Malte Hellwig (* 23. Oktober 1997) ist ein deutscher Hockeyspieler.

## Sportliche Karriere
Malte Hellwig spielt bei Uhlenhorst Mülheim, 2018 und 2019 wurde er Deutscher Meister im Feldhockey.
Von 2013 bis 2018 nahm er an 64 Länderspielen in den verschiedenen Altersklassen im Junioren-Bereich teil. Seine größten Erfolge waren der erste Platz bei der U18-Europameisterschaft 2015 und der dritte Platz bei der U18-Europameisterschaft 2017.
2018 debütierte Malte Hellwig bei der Hallenhockey-Europameisterschaft in Antwerpen in der Nationalmannschaft. Die deutsche Mannschaft unterlag im Halbfinale den Österreichern und belegte schließlich den dritten Platz. Hellwig wirkte in allen fünf Spielen mit. Auch bei der Europameisterschaft 2019 in Antwerpen war Hellwig in allen fünf Spielen dabei. Nach einer Halbfinalniederlage gegen Belgien verlor die deutsche Mannschaft das Spiel um den dritten Platz gegen das niederländische Team. Erst vier Jahre später gehörte Hellwig wieder zum deutschen Kader bei einer internationalen Meisterschaft. Bei der Europameisterschaft 2023 in Mönchengladbach war Hellwig in vier von fünf Spielen dabei. Nach der Niederlage gegen das englische Team im Halbfinale verloren die Deutschen im Spiel um Bronze gegen die Belgier. Bei den Olympischen Spielen 2024 in Paris war Hellwig mit einer P-Akkreditierung dabei und wurde dreimal eingesetzt. Mit der Deutschen Hockey-Olympiamannschaft gewann er die Silbermedaille und wurde dafür mit der Mannschaft am 4. November 2024 vom Bundespräsidenten mit dem Silbernen Lorbeerblatt ausgezeichnet.
Bis zum 16. August 2024 kam Hellwig in 64 Länderspielen zum Einsatz, davon fünf in der Halle.